# Верхнеполевской сельсовет
Верхнеполевской сельсовет — упразднённые административно-территориальная единица и сельское поселение в Шадринском районе Курганской области Российской Федерации.
Административный центр — село Верхняя Полевая.
С 23 декабря 2021 года Законом Курганской области от 10.12.2021 № 140 муниципальный район был преобразован в муниципальный округ, в административном районе был упразднён сельсовет.

## История
Статус и границы сельского поселения установлены Законом Курганской области от 4 ноября 2004 года № 729 «Об установлении границ муниципального образования Верхнеполевского сельсовета, входящего в состав муниципального образования Шадринского района».

## Население
| 1989 | 2002 | 2004 | 2010  | 2012  | 2013  | 2014 |
| ---- | ---- | ---- | ----- | ----- | ----- | ---- |
| 1074 | ↘930 | ↗938 | ↘917  | ↗931  | ↗954  | ↗965 |
| 2015 | 2016 | 2017 | 2018  | 2019  | 2020  |      |
| ↗973 | ↗974 | →974 | ↗1324 | ↘1288 | ↘1269 |      |

## Состав сельского поселения
| № | Населённый пункт | Тип населённого пункта       | Население |
| - | ---------------- | ---------------------------- | --------- |
| 1 | Барневка         | деревня                      | ↗37       |
| 2 | Барневское       | деревня                      | ↘140      |
| 3 | Верхняя Полевая  | село, административный центр | ↗740      |